# Radici - Le nuove generazioni
Radici - Le nuove generazioni è una miniserie televisiva realizzata negli Stati Uniti nel 1979, sequel di Radici (1977), creata da Marlon Brando.

## Trama
"Chicken George", oramai anziano, e Tom Harvey il Fabbro vivono con la famiglia nel Tennessee. La schiavitù è stata abolita, ma la condizione di segregazione razziale persiste. Tom non può votare perché analfabeta come non tollera il fidanzamento di sua figlia Elizabeth con un nero di sangue bianco, mentre l'altra figlia, Cynthia, incontra un intraprendente Will Palmer, con il quale avviano un'attività di segheria, permettendosi di mandare la loro figlia Bertha in un liceo per neri. Nella mensa scolastica Bertha conosce un inserviente che vi lavora per pagarsi gli studi, Simon Haley. Siamo nei primi anni del Novecento. L'uomo viene arruolato e inviato al fronte francese durante la prima guerra mondiale. Una volta tornato in Patria assiste alle violenze dei bianchi verso i reduci neri, ritenuti pericolosi. Simon insegna agraria in un'università per neri dell'Alabama. Una volta sposato con Bertha, nasce Alex, futuro autore di "Radici". Il giovane cresce ma non brilla a scuola come il padre così durante la seconda guerra mondiale si arruola nella Marina Americana, imparando il mestiere di giornalista grazie ad un suo compagno d'armi.
Finita la guerra Alex continua la sua attività nella Guardia Costiera per poi intraprendere la carriera di giornalista fino a lavorare per importanti testate come Playboy, incontrando personaggi come il leader neonazista Rockwell (interpretato da Marlon Brando) e l'attivista nero Malcolm X, con il quale collabora alla stesura della famosa autobiografia per ultimarla postuma. Alex memore dei racconti familiari, delle figure mitiche dei suoi antenati, dall'"Africano" Kunta Kinte a "Chicken George" a Tom il Fabbro, inizia una ricerca capillare sulla sua famiglia, andando per biblioteche e archivi civili, fino a consultare registri antichi collezionati dai discendenti dei padroni bianchi.
Haley ha molte notizie sull'"Africano" fedelmente tramandate, i suoi genitori, il suo luogo natale e le circostanze della sua cattura. Alex si reca nel Gambia, ma non esistono testimonianze scritte, se non quelle mnemoniche orali di una casta chiamata griot. Nel villaggio indicato, Haley ascolta per ore la storia del clan dei Kinte finché non si giunge al personaggio ricercato, e tutti gli elementi combaciano. Alex Haley ritrova la sua gente da uomo libero. Il villaggio è in festa per il ritorno di un discendente di Kunta. Haley può abbracciare in lacrime un suo lontano cugino.

## Produzione
Dopo il successo di Radici (1977) i produttori Stan Margulies e David L. Wolper erano riluttanti nel produrne un sequel. All'inizio del 1978, Marlon Brando mostrò interesse a realizzarne una sui nativi americani, di cui egli ha fatto parte, ma con la visione di Radici si dedicò alle vicissitudini della famiglia Haley. A un primo rifiuto dei produttori, l'attore intraprese egli di stesso il ruolo di produttore, avvalendosi dell'enorme profitto ricevuto per l'interpretazione nel film Superman (circa 19 milioni di dollari). I suddetti Margulies e Wolper accettarono una collaborazione con l'attore.
Le riprese iniziarono nel febbraio 1978 e si conclusero ad agosto dello stesso anno, filmando in dei piccoli paesi della California meridionale. Nel cast partecipa Henry Fonda e lo stesso Brando, in una breve apparizione nel ruolo di un leader neo nazista, parte che gli valse un Emmy Award come miglior attore.